# Находище на атинска мерендера в район Горни Воден
Находище на атинска мерендера в район Горни Воден е защитена местност в България. Намира се в землището на Асеновград.
Защитената местност е с площ 3,63 ha. Обявена е на 30 май 2014 г. с цел опазване на растителен вид атинска мерендера (Merendera attica) и неговото местообитание.
В защитената местност се забранява:
- промяна на предназначението на земята;
- строителството с изключение на реставрация и консервация на недвижими културни ценности и ремонт и поддръжка на съществуващ параклис;
- търсене, проучване и добив на подземни богатства;
- внасяне на неместни видове;
- залесяване;
- използване на пестициди и изкуствени торове. [1]

## Други защитени местност с подобна цел
Защитена местност "Находище на атинска мерендера - село Исперихово" с площ 37.48 хектара.